# Weiler, Vorarlberg
Weiler är en ort och kommun i distriktet Feldkirch i förbundslandet Vorarlberg i Österrike.